# Теорема Бойяи — Гервина
Теорема Бойяи — Гервина утверждает, что любые два равновеликих многоугольника равносоставлены.

Треугольник и квадрат, составленные из эквивалентного множества многоугольников

## Формулировка
Пусть {\displaystyle P} и {\displaystyle Q} — два многоугольника с одинаковой площадью. Тогда их можно разрезать соответственно на многоугольники {\displaystyle A_{1},A_{2},\dots ,A_{n}} и {\displaystyle B_{1},B_{2},\dots ,B_{n}}, так что для любого {\displaystyle i\in \{1,\dots ,n\}} многоугольник {\displaystyle A_{i}} конгруэнтен {\displaystyle B_{i}}.

## Схема доказательства
Главным фактом, используемым в доказательстве, является транзитивность равносоставленности, то есть утверждение о том, что если многоугольник {\displaystyle P} равносоставлен {\displaystyle Q} и многоугольник {\displaystyle Q} равносоставлен {\displaystyle R}, то {\displaystyle P} равносоставлен {\displaystyle R}. Это утверждение очевидно, если рассмотреть разбиение многоугольника {\displaystyle Q} одновременно по всей совокупности разделяющих линий, определяющих его разбиение при обоих переходах {\displaystyle P\to Q} и {\displaystyle Q\to R}.
Пользуясь этой леммой, теорему можно свести к более простой:
| Любой многоугольник равносоставлен прямоугольнику той же площади с единичной высотой. |

Последнее утверждение доказывается пошагово сведением задачи к разным частным случаям. Во-первых, рассматривается триангуляция многоугольника, что позволяет свести задачу к аналогичному утверждению только для треугольников (получившиеся прямоугольники можно будет просто соединить ввиду одинаковой высоты). Далее треугольник через отсечение верхней части, разбиении её на две части по линии высоты и приклеивание их по бокам к нижней части оказывается равносоставлен некоторому прямоугольнику.
Последним шагом в доказательстве теоремы является доказательство равносоставленности любых двух прямоугольников одинаковой площади. Это достигается через указание равносоставленности всех параллелограммов с одинаковой длиной основания, и через преобразование таким образом одного прямоугольника в параллелограмм с длиной боковой стороны, равной одной из сторон второго прямоугольника.

## Замечания
- Понятие равносоставленности в этой теореме отличается от равносоставленности в парадоксе удвоения шара, где позволяется «разрезать» на произвольные непересекающиеся подмножества.
- Аналогичная теорема в трёхмерном Евклидовом пространстве уже не верна, этот вопрос является третьей проблемой Гильберта.

## История
Теорема о равновеликих треугольниках, которая позже стала известна как теорема Бойяи — Гервина, была доказана в 1807 году  Уоллесом..
Теорема названа в честь Фаркаша Бояи и Пола Гервина.
Называется 1833-й год , как вероятный год, когда Пол Гервин независимо от Бояи и Уильяма Уоллеса доказал выше указанную теорему.